# Городской управляющий
Городской управляющий — должность в сфере муниципального управления и глава муниципальной администрации.
Для обозначения должности также часто используется термин «сити-менеджер» (англ. City manager — городской управляющий).

## Полномочия
Городской управляющий — глава муниципальной администрации, занимающийся решением текущих задач и работающий по контракту с городским советом. При этом разработка длительной стратегии развития, церемониальные функции и связь с вышестоящими органами остаются за мэром. В англоязычных странах такой способ управления называется советно-управленческим (англ. council-manager), в русском языке иногда используется термин «двуглавая система управления». Обычно городских управляющих сравнивают с генеральными директорами крупных корпораций. В некоторых муниципальных образованиях он может временно одновременно занимать должность мэра (Липецк, Серпухов, городской округ Подольск и др.).

## История
Впервые должность городского управляющего была учреждена в 1908 году в американском городе Стаунтон. С тех пор советно-управленческий способ распространился во многих странах Западной Европы, Америки и Океании.
В Российской Федерации такая форма управления установлена Федеральным законом от 06.10.2003 N 131-ФЗ «Об общих принципах организации местного самоуправления в Российской Федерации». Как полагают, это было связано с укреплением вертикали власти. К 2006 году новый порядок приняли в 4000 муниципальных образований, а к 2009 — в 9000.

## Критика
Эксперты видят как плюсы, так и минусы советно-управленческого способа перед традиционным мэрско-советным (англ. mayor-council). Среди положительных сторон — освобождение главы администрации от церемониальных обязанностей, аполитичность управляющего, его подотчётность городскому совету, снижение расходов на выборы. Среди отрицательных — неподотчётность управляющего населению, его оторванность от разработки долгосрочных планов. Кроме того, для России не характерна аполитичность таких работников, отмечается их зависимость от губернаторов и городских советов, часты случаи противостояния с главами администраций. По данным (на 2010 год) политика Л. Волкова, только в Уральском федеральном округе около 30 городских управляющих досрочно прекратили исполнение своих обязанностей.